# Nemoptera alba
Nemoptera alba is een insect uit de familie van de Nemopteridae, die tot de orde netvleugeligen (Neuroptera) behoort. 
Nemoptera alba is voor het eerst wetenschappelijk beschreven door Olivier in 1811.